# Berzsenyi Barnabás
Berzsenyi Barnabás (Kemenesmihályfa, 1918. február 12. – Osnabrück, 1993. június 18.) olimpiai és világbajnoki ezüstérmes magyar vívó.

## Sportpályafutása
Tőr és párbajtőr fegyvernemekben is versenyzett, de nemzetközileg is jelentős eredményeit párbajtőrvívásban érte el.